# Hamburg America Line

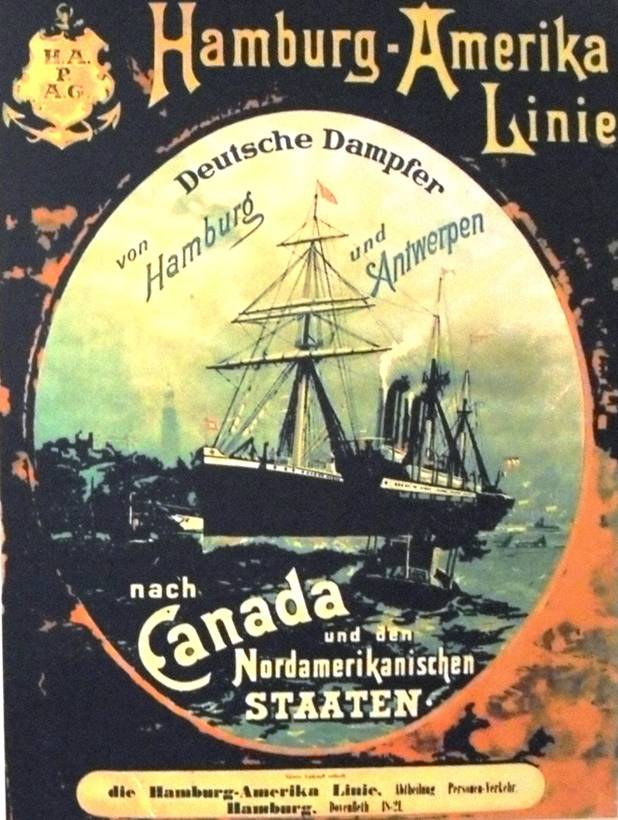
Cartel publicitario de la Hamburg America Line (1890)

La Hamburg Amerikanische Packetfahrt Actien Gesellschaft (lit. Sociedad de Acciones de Transporte de Paquetería Hamburgo-América; comúnmente Hamburg America Line por su forma tradicional en inglés, o HAPAG/Hapag por sus siglas en alemán) fue una naviera y empresa de logística alemana de la ciudad de Hamburgo, que operaba a partir de 1847, cuyo objeto era el transporte a lo largo del océano Atlántico de personas y bienes. El tráfico que generó durante comienzos del siglo XX hizo de la HAPAG una de las compañías navieras más grandes del mundo, haciendo que la gran mayoría de los inmigrantes alemanes que pisaban suelo estadounidense lo hicieran en uno de sus barcos. La compañía operaba principalmente desde el puerto de Hamburgo.

## Comienzos desde Hamburgo
En el siglo XVII, los barcos procedentes de Rusia traen consigo mercancías al puerto de Hamburgo, por lo que la abundante presencia allí de ciudadanos rusos hizo que en aquella época se denominase al puerto de Hamburgo (en alemán Hamburger Hafen) "el puerto ruso". Las transacciones comerciales que llevó a cabo la Liga Hanseática del siglo XIII al XVII hicieron de este puerto uno de los más importantes de Europa y su trascendencia comercial fue acrecentándose a medida que se instauraron los viajes transatlánticos a vapor. Durante el periodo de la colonización europea de América, el gran flujo de inmigrantes convierte a este puerto en una especie de «puente» entre el continente europeo y los Estados Unidos.
Durante la primera mitad del siglo XIX, Hamburgo se establece como uno de los puertos más importantes en la travesía transatlántica hacia América de pasajeros y mercancías. La mayoría de los emigrantes que viajaban al «Nuevo Mundo» embarcaban allí. De esta forma, la compañía alemana Hamburg America Line (denominada también Hamburg Amerikanische Packetfahrt Actien Gesellschaft (HAPAG)) se convirtió durante casi un siglo en la compañía de transporte de mercancías y personas a través del Atlántico con más volumen de tráfico. La compañía comenzó a operar en el año 1847 y los inmigrantes alemanes empezaron a utilizarla, muchos de ellos huyendo de la Revolución de Marzo en 1848. La gran mayoría de los colonos e inmigrantes procedentes de diversas partes de Europa del Norte tomaron este puerto para dirigirse a los Estados Unidos. La ciudad de Nueva York era el destino más habitual de los barcos que viajaban desde la ciudad hanseática.
En los primeros años la Hamburg America Line conectaba los puertos europeos con los puertos norteamericanos, tales como Hoboken, New Jersey o Nueva Orleans, Luisiana. Con el tiempo, sin embargo la compañía conectó con puertos de todos los continentes.

## Rutas

### Atlántico Norte
- 1847-1939, 1970-1980 Hamburgo - Nueva York
- 1847-1869 Hamburgo - Southampton - Nueva York
- 1856-1939 Hamburgo - Quebec - Montreal
- 1869-1889 Hamburgo - Havre - Nueva York - Plymouth - Cherburgo - Hamburgo
- 1869-1932 Hamburgo y Cuxhaven - Boston
- 1889-1939 Hamburgo - Baltimore
- 1889-1939 Hamburgo - Southampton (Cherburgo en 1895) - Nueva York
- 1897-1905 Génova - Nápoles - Nueva York
- 1898-1939 Hamburgo - Filadelfia
- 1902-1906 Hamburgo - Boulogne - Dover - Nueva York
- 1902-1939 Rutas turísticas Cuxhaven - Hamburgo.

### Medio Atlántico
- 1867-1980 Hamburgo - Nueva Orleans
- 1870-1939 Hamburgo - (Grimsby en 1871) - Indias Occidentales
- 1900-1980 Hamburgo - El Havre - La Coruña - La Habana - Tampico - Veracruz
- 1901-1914 Indias Occidentales - Nueva York
- 1903 Trieste - Génova - Marsella - Barcelona - Tampico - Veracruz

### Sudamérica
- 1870-1980 Hamburgo - Antwerp - Salvador - Río de Janeiro - Santos - Buenos Aires - Punta Arenas - Chacabuco - Castro - Puerto Montt - Valparaíso - Antofagasta - Arica - Callao - Guayaquil - Buenaventura.
- 1896- ? Nueva York - Brasil
- 1897-1905 Génova - Nápoles - Brasil - Uruguay - Argentina
- 1899-1980 Hamburgo - Brasil - Puertos amazónicos.
- 1922-1980 Hamburgo - Bremen - Ámsterdam - Antwerp - Canal de Panamá - Buenaventura - Guayaquil - Callao - Arica - Antofagasta - Valparaíso

### Oriente y Australia
- 1898-1903 Hamburgo - Oriente
- 1898-1934 Hamburgo - Sudáfrica - Oriente
- 1898-1980 Hamburgo - Servicio de carga de Oriente
- 1898-1980 Hamburgo - Suez o Ciudad del Cabo - Australia, Costa Pacífica de Norteamérica
- 1903-1914 Hamburgo - Straits of Magellan - South American ports - Puertos estadounidenses en el Pacífico - Vancouver.
- 1922-1980 Hamburgo - Canal de Panamá - Puertos estadounidenses en el Pacífico - Vancouver

## Últimos años
En 1970, la compañía se fusionó con la Norddeutscher Lloyd formando la compañía Hapag-Lloyd AG.

## Chimeneas

### Colores
- 1854-1889 Negro
- 1889-1927 Negro en los cargueros que operan en África, Australia, el Mediterráneo y el Báltico.
- 1889-1927 Ocre en trasatlánticos y cargueros operantes en el Caribe y en China.
- 1927-1939 Amarillo con la parte superior negra
- 1927- Amarillo con bandas negras, blancas y rojas en la parte superior.

## Travesías notables
- En 1858, el SS Austria, su buque de línea, naufragó, saldándose con la vida de 542 personas.
- En 1900, 1901 y 1903, el Deutschland ganó la preciada Banda Azul.
- En 1906, el Prinzessin Victoria Luise naufragó tras encallar frente la costa de Jamaica, no se perdieron vidas.[4]
- En 1912, el Amerika fue el primer barco en alertar al Titanic de la presencia de icebergs en su ruta.
- En 1939, el buque de línea Saint Louis no pudo encontrar un puerto en Cuba, Estados Unidos o Canadá que aceptara los 950 judíos que llevaba a bordo y que huían de la persecución nazi, por lo que tuvieron que volver con ellos a bordo a Europa.

## Abreviaturas
- DLL = Deutsche Levant Line
- HAPAG = Hamburg Amerikanische Packetfahrt Actien Gesellschaft.